# Duće
Duće är en ort i Kroatien.   Den ligger i länet Dalmatien, i den södra delen av landet, 270 km söder om huvudstaden Zagreb. Duće ligger 71 meter över havet och antalet invånare är 1 648.
Terrängen runt Duće är huvudsakligen kuperad, men åt sydväst är den platt. Havet är nära Duće åt sydväst.  Närmaste större samhälle är Split, 19,9 km väster om Duće. 